# Бурлин
Бурли́н (каз. Бөрлі) — село в Бурлинском районе Западно-Казахской области. Административный центр Бурлинского сельского округа. В 1935—1965 гг. — центр Бурлинского района. После переноса центра района в пос. Казахстан (с 1968 г. — г. Аксай) название района осталось прежним.
Село Бурлин расположено у реки Бурла при впадении в неё Утвы, в живописном лесном массиве, в 30 км к северу от города Аксая — административного центра района, через Бурлин проходят автотрассы с асфальтовым покрытием Уральск — Оренбург и Бурлин — Аксай.
В селе Бурлин находится старейший в регионе Западно-Казахстанский сельскохозяйственный колледж (бывший техникум).
Промышленное производство представлено сельскохозяйственным предприятием, заводом по производству сливочного масла, хлебозаводом, предприятием Бурлинского лесного хозяйства.

## Население
В 1999 году население села составляло 2804 человека (1339 мужчин и 1465 женщин). По данным переписи 2009 года, в селе проживали 3244 человека (1559 мужчин и 1685 женщин).

## Знаменитые жители и уроженцы
- Богатырёв, Михаил Иванович (1923—1995) — тракторист-комбайнер, Герой Социалистического Труда.
- Годлевский, Пётр Лукьянович (15.05.1928 — 12.02.2012) — советский, российский журналист и публицист.
- Волков, Филипп Григорьевич (1901—1949) — гвардии рядовой РККА, участник Великой Отечественной войны, Герой Советского Союза.
- Смоленский, Кузьма Данилович (1906—1971) — снайпер, старшина РККА, участник Великой Отечественной войны.

Неревяткин Михаил Андреевич ( 1938-2020) Генеральный директор ОАО «Краснодартеплосеть»